# 아잔타 석굴
아잔타(Ajanta)는 인도 마하라슈트라 주 북서부에 위치한 불교 석굴 사원이다. 29개의 석굴로 기원전 1세기경부터 약 1세기 동안 지어진 전기 석굴과 5세기에서 7세기에 걸쳐 지어진 후기석굴이 있다. 인도의 풍속이나, 불교에 관한 것들이 풍부하고 다채로운 필치로 벽면만이 아니라 기둥, 대들보, 천장 등 광대한 공간의 구석구석에까지 묘사되어 있다. 무불상 시대의 것부터 대승불교가 발전하던 시기의 벽화까지 다양하다. 특히 연화수보살도가 유명하다. 8세기 들어 불교가 쇠퇴함에 따라 약 1000년 이상 방치되었다. 1819년 영국군 병사 존 스미스 (John Smith)에 의해 발견되었고 1893년 퍼어슨 (Person) 이 조사 발굴하여 세상에 알려지게 되었다. 

## 같이 보기
- 칸헤리 석굴
- 막고굴